# 冷苞
冷苞（？－214年），又名泠苞，東漢末年益州牧劉璋的武將。

## 生平
在建安十六年，劉備攻取益州（益州之戰）。益州牧劉璋派遣冷苞、劉璝、張任、鄧賢等前往守住雒縣。眾人在涪水關抵抗劉備，但全皆破敗，退保绵竹。

### 藝術形象
在羅貫中《三國演義》第六十二回〈取涪關楊高授首 攻雒城黃魏爭功〉中描述，龐統命魏延於宴會中舞劍，企圖取去劉璋性命。冷苞、张任等知悉其意就一齊共舞。在益州之戰中，冷苞與鄧賢於城外下寨，並埋伏襲擊魏延。魏延與冷苞戰鬥三十回合，黄忠引來援軍。冷苞抵敵不住敗走，卻被魏延的伏兵擒住。冷苞以招降其他將領為理由逃回，後來冷苞打算決水淹沒劉備軍，計謀卻被彭羕識破。劉璋軍因此戰敗，冷苞被魏延俘虜，劉備下令將冷苞處決。

## 相關文獻
- 陳壽《三國志‧蜀書》
- 羅貫中《三國演義》